# Prix de l'œuvre scientifique
Le prix de l'œuvre scientifique est remis par l'Association des médecins de langue française du Canada tous les deux ans à un médecin canadien et francophone pour l'ensemble de son œuvre scientifique. Une bourse de 5 000 $ est rattachée à ce prix.

## Lauréats
- 1970 - Armand Frappier
- 1972 - Albert Jutras
- 1974 - Hans Selye
- 1976 - Charles Philippe Leblond
- 1978 - Herbert Jasper
- 1980 - Jacques Genest
- 1982 - Claude Fortier
- 1984 - André Barbeau
- 1986 - André Lanthier
- 1988 - Jean-Marie Delage
- 1990 - Léon Tétreault
- 1992 - Heinz Lehmann
- 1994 - Michel Chrétien
- 1996 - Jean Davignon
- 1998 - Jacques de Champlain
- 2000 - Otto Kuchel
- 2003 - Michel G. Bergeron
- 2005 - Serge Gauthier
- 2016 - Guy Rouleau[1]